# Noisuf-X
Noisuf-X — немецкий электро-музыкальный сайд проект Jan L, который в 2005 начал развивать TBM/пауэр-нойз-направления.

## История
В 1988 году Jan L. начал создавать музыку на компьютерах Commodore 64 и Amiga 500, вскоре он перешёл на лучшее оборудование, подходящее для производства музыки высокого качества.
В 2001 году Jan L. создаёт группу X-Fusion, альбомы которой издаются на немецком независимом лейбле Dark Dimensions/Scanner.
В 2005 году у Jan L. появляется TBM/пауэр-нойз-проект Noisuf-X.
Дебютный альбом группы Noisuf-X Antipode вышел в 2005 году.
В 2006 году Noisuf-X записывает EP Tinnitus.
Второй альбом The Beauty of Destruction вышел в 2007 году.
Третий альбом Voodoo Ritual вышел в 2009 году.
В 2010 году Noisuf-X записывает четвёртый альбом Excessive Exposure.
Группа Noisuf-X составляет конкуренцию таким группам, как Combichrist и Soman.
Композиции Noisuf-X появляются во многих сборниках, среди которых — Endzeit Bunkertracks, Orkus Compilation и т.д. X-Fusion сделал более 20 ремиксов для таких групп, как Unter Null, Alien Vampires, Siva Six, Xotox,  Suicide Commando, FabrikC и других. В звукозаписывающей студии X-M-P Studios, принадлежащей Jan L., записывались альбомы Suicide Commando, Xotox, SITD, The Eternal Afflict и других.
16 сентября 2011 года от проекта Noisuf-X выходит альбом Dead End District.
1 февраля 2013 года выходит очередной альбом Noisuf-X — Warning.
27 июня 2014 года выходит альбом Noisuf-X Invasion.
30 апреля 2015 года выходит юбилейный сборник-компиляция Noisuf-X — 10 Years of Riot. Первый диск состоит из 19-ти композиций, записанных за десятилетнюю историю проекта Noisuf-X. Второй диск содержит четыре новые композиции и несколько безвестных треков ещё с первых дней существования проекта.
24 марта 2016 года выходит альбом Noisuf-X #Kicksome[b]ass. Он был издан в трёхпанельном диджипаке, который комплектуется бесплатным бонус-CD с семью ранее не издававшимися треками и миксами.

## Дискография

### Альбомы
- Antipode (2005)
- The Beauty Of Destruction (2007)
- Voodoo Ritual (2009)
- Excessive Exposure (2010)
- Dead End District (2011)
- Warning (2013)
- Invasion (2014)
- #Kicksome[b]ass (2016)
- Banzai (2017)
- Invader (2018)

### EP
- Tinnitus (2006)

### Сборники
- Cyberl@b Volume [5.0]
- Endzeit Bunkertracks [Act II]
- Orkus Compilation 23
- Phönix / Du Siehst Mich Nicht
- Entertainment
- Extreme Sündenfall 8

## Интересные факты
- Одна из миксированных песен первого альбома X-Fusion была названа «Noisuf-X».
- Название группы Noisuf-X — зеркальное отражение названия группы X-Fusion.